# ネシェル (航空機)
IAI ネシェル/IAI נשר
第四次中東戦争時のネシェル
（イスラエル空軍、ゴラン高原上空）
- 用途：戦闘攻撃機
- 分類：多用途戦闘機
- 製造者：IAI社
- 運用者

-  イスラエル航空宇宙軍
-  アルゼンチン空軍

- 初飛行：1970年
- 生産数：61機（単座型51機+複座型10機）
- 運用開始：
*1971年（イスラエル）
*1978年（アルゼンチン）
- 退役：2015年（アルゼンチン空軍より）
- 原型機：ミラージュ5
- 派生型：クフィル

ネシェル（Nesher）は、イスラエルのイスラエル・エアクラフト・インダストリー社（Israeli Aircraft Industries）で開発された多用途戦闘機。フランスのダッソー社のミラージュIIIの派生型のひとつである。名称のネシェルは「鷲」の意味。日本語では英語風にネシャーと表記されることもある。

## 概要
1966年、イスラエルはフランスとの間にミラージュIIIの簡易型であるミラージュ5J 30機（別にオプション分20機）の購入契約を締結した。しかし、1967年6月の第三次中東戦争が、イスラエルによる先制奇襲攻撃で開始された結果、同年秋にフランス政府がイスラエルに対する武器禁輸措置を発動することが明らかとなる。このため、イスラエル政府は、ダッソー社との間にミラージュ5Jのライセンス生産契約の交渉を開始した。一方、既にロールアウト（同年5月初飛行）していたミラージュ5Jもイスラエルへの輸出が停止となるため、禁輸解除に向けた政府間交渉も並行して続けられた。だが、最終的に禁輸が解除されることはなく、イスラエル向けに生産された50機は、ミラージュ5Fとしてフランス空軍に納入されることとなる。
ダッソー社とのライセンス契約交渉の進展にあわせ、イスラエル国防省は1967年10月、ミラージュ5Jのライセンス生産計画を統括する組織として、航空機計画局を新設。そして、同年末には、ダッソー社との間で総額7,400万フランのライセンス契約が締結された。巷間言われてきた、リバースエンジニアリングによるコピー生産などは、そもそも計画すらされていなかったのである。
一方、エンジンについては、1968年2月にスネクマとの間で交わされた、アター9C エンジンのタービンブレードに関する技術移転契約の履行が不可能となり（スネクマは国有企業のため）、諜報活動による技術情報の入手が計画された。同年4月、イスラエルの工作員がスイス・スルザー社のエンジニア、アルフレート・フラウクネヒトに接触。スルザー社はスイス空軍向けにアター9Cのライセンス生産を行っていた。
イスラエルは、25万USドルの報酬でフラウクネヒトを買収（資金は航空機計画局の予算から割り当てられた）。フラウクネヒトは半ば金銭、半ばイスラエルの窮状に対する義侠心からこれに同意し、1969年9月にスイス当局に逮捕されるまでにおよそ24ケース分・約20万枚にのぼる図面を持ち出すことに成功した。
1968年6月、フランス政府はミラージュ5Jのライセンス生産契約も不許可とする決定を下す。しかし、この決定後も、ダッソー社は秘密裏にイスラエルへの協力を続け、生産に必要な設備などを提供したのである。ライセンス生産のために新設されたIAIの新工場は「ラハヴ（炎）」のコードネームで呼ばれた。

## 運用

### イスラエル
最初の機体は、1970年にイスラエル空軍に納入され、単座型51機と複座練習型10機が製造された。
ネシェルは第113飛行隊と第144飛行隊に単一配備されたほか、第101飛行隊、第117飛行隊においてもミラージュIII CJ/BJと混成配備され、1973年の第四次中東戦争に投入された。
その後、より強力なJ79エンジンを搭載した発展型のクフィルが開発されたが、ネシェルも2線級装備として第253飛行隊で1980年代中頃まで運用されていた。

### アルゼンチン
アルゼンチンは、1978年から1981年にかけて39機（35機の単座型と4機の複座型）のネシェルをイスラエルから購入し、新たにダガー（Dagger）と命名した。単座型はダガーA、複座型はダガーBとされるが、ダガーM-5という表記も見られる。アルゼンチンのダガーは、マルビナス戦争（フォークランド紛争）においてオリジナルのミラージュIII EAと共に戦ったが、対空砲火とAIM-9L空対空ミサイルを装備したイギリス軍のBAe シーハリアー相手にかなりの損害を受け、11機のダガーAを失った（オリジナルのミラージュIII EAも2機が失われた）。
残存機は、のちにイスラエルによってレーダーの換装やHUDの装備、レーダー警戒受信機の追加などを行ったフィンガー（Finger）規格に改修され、ミラージュ5Aマラーと共に、第6航空旅団隷下の第6戦闘航空群に配備されていた。2015年11月29日に他のミラージュ共々退役した。

## スペック
- 翼幅：8.22m
- 全長：15.03m
- 全高：4.50m
- 翼面積：35.00m2
- 空虚重量：6,570kg
- 離陸重量：13,500kg
- 発動機：スネクマ アター 09C-5×1
- 最大出力：60.80kN
- 最高速度：2,350km/h/M2.2
- 巡航速度（高度11,000m）：956km/h
- 航続距離：4,000km
- 戦闘行動半径：1,200km
- 実用飛行上限高度：17,000m
- 上昇力：3,700m/min
- 乗員：1名
- 武装：30mm機関砲 DEFA 552A（弾数125発）×2、4,000kgまでの兵装、マトラR.530/R.550 マジック空対空ミサイルまたはシャフリル空対空ミサイル、250kg爆弾×4または400kg爆弾×2または500kg爆弾×2、各種ロケット弾など